# Kristin Gesang
Kristin Gesang (Aussprache [ˈge:zaŋ], * 11. April 1974 in Fulda) ist eine deutsche Fernsehmoderatorin und Fernsehreporterin.

## Werdegang
Nach ihrem deutsch-französischen Romanistik-Studium an der Johannes Gutenberg-Universität in Mainz und der Université de Bourgogne in Dijon absolvierte Gesang 2001/2002 ein Volontariat beim Hessischen Rundfunk. Danach arbeitete sie als Reporterin des Regionalmagazins hessenschau und später als landespolitische Korrespondentin des hr-Fernsehstudios in Wiesbaden. 2007 wurde sie Moderatorin der Nachrichtensendung Hessen aktuell und präsentierte den Nachrichtenblock der hessenschau. Seit 2011 ist sie Moderatorin der hessenschau und von Sondersendungen des Hessischen Rundfunks (Koch tritt zurück, A 380 landet in Frankfurt). Bei der Landtagswahl in Hessen am 22. September 2013 präsentierte sie in der Sendung Hessen wählt die  Hochrechnungen. Bei der Sprengung des Frankfurter AfE-Turms  am 2. Februar 2014 moderierte sie die Sondersendung Hessen extra – Frankfurt hält den Atem an: Uni-Turm wird gesprengt. Die Sendung erzielte im hr-Fernsehen die Rekordquote von 45,1 %. Außerdem präsentiert Gesang regelmäßig den hr-Hessentrend. Neben ihrer Tätigkeit als Moderatorin arbeitet sie als Medientrainerin und gibt Interview- und Moderationsseminare.